# Anthony Hickey
Anthony Bernard Hickey (Hopkinsville, 22 novembre 1992) è un cestista statunitense, professionista in Europa.

## Palmarès

### Club
- Coppa di Romania: 1

CSO Voluntari: 2021
- Campionato italiano dilettanti: 1

Amici Pall. Udinese: 2024-25

### Individuale
- Miglior giocatore straniero Serie A2:1

Amici Pall. Udinese: 2024-25